# Kreis Thusis
| Thusis              | Thusis            |
| ------------------- | ----------------- |
| Thusis              |                   |
| Basisdaten          |                   |
| Staat:              | Schweiz           |
| Kanton:             | Graubünden (GR)   |
| Bezirk:             | Hinterrhein       |
| Hauptort:           | Thusis            |
| Fläche:             | 77,28 km²         |
| Einwohner:          | 5080 (31.12.2009) |
| Bevölkerungsdichte: | 66 Einw. pro km²  |
| Aufgehoben am:      | 31. Dezember 2015 |
| Karte               |                   |
| Karte von Thusis    |                   |

Der Kreis Thusis bildete bis zum 31. Dezember 2015 zusammen mit den Kreisen Avers, Domleschg, Rheinwald und Schams den Bezirk Hinterrhein des Kantons Graubünden in der Schweiz. Der Sitz des Kreisamtes befand sich in Thusis. Durch die Bündner Gebietsreform wurden die Kreise aufgehoben.

## Gemeinden
Der Kreis setzte sich aus folgenden Gemeinden zusammen:
| Wappen     | Name der Gemeinde | Einwohner (Dez. 2009) | Fläche in km² | BFS-Nr |
| ---------- | ----------------- | --------------------- | ------------- | ------ |
| Cazis      | Cazis             | 2416                  | 31,18         | 3661   |
| Flerden    | Flerden           | 254                   | 6,09          | 3662   |
| Masein     | Masein            | 532                   | 4,20          | 3663   |
| Thusis     | Thusis            | 3459                  | 6,81          | 3668   |
| Tschappina | Tschappina        | 140                   | 24,67         | 3669   |
| Urmein     | Urmein            | 163                   | 4,33          | 3670   |

## Veränderungen im Gemeindebestand seit 2000

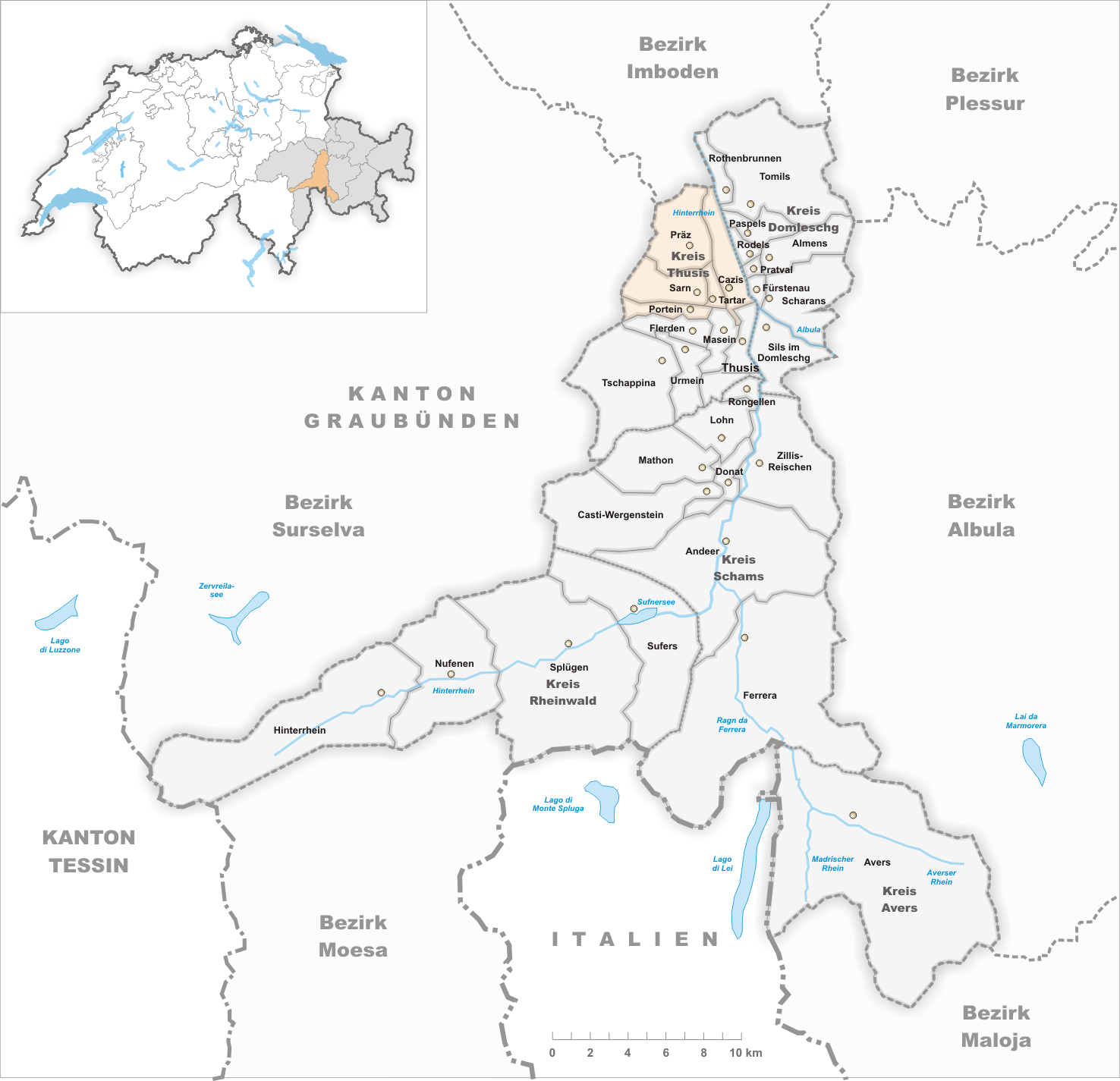
Gemeinden bis 2009

### Fusionen
- 2010: Cazis, Portein, Präz, Sarn und Tartar → Cazis